# أوفر درايف
أوفر درايف (بالإنجليزية: Over Drive)‏ هي سلسلة مانغا يابانية من تأليف تسويوشي ياسودا، نشرت من قبل كودانشا مجلة مجلة شونن الأسبوعية، منذ 11 مايو عام 2005 حتى 14 مايو عام 2008، تم تجميع فصول المانغا في 17 مجلد تانكوبون، نشرت في 16 سبتمبر عام 2005 حتى 17 يونيو عام 2008. أنتجت المانغا إلى مسلسل أنمي تلفزيوني من قبل استوديو زيبيك، عرض الأنمي في 4 أبريل عام 2007 واستمر عرضه حتى 26 سبتمبر عام 2007، وتكون من 26 حلقة.

## القصة
تدور أحداث القصة عن ميكوتو شينوزاكي هو طالب في سنة الأولى في المدرسة الثانوية، الذي قرر الانضمام إلى نادي ركوب الدراجات في المدرسة الثانوية كاقتراح من زميلتة يوكي فوكوزاوا، على الرغم من أنه لم يمارس أي رياضة من قبل. ويهدفه أن يصبح أعظم راكب دراجات في العالم ويفوز بسباق سباق فرنسا للدراجات.

## الشخصيات
ميكوتو شينوزاكي (باليابانية: 篠崎 命، بالروماجي: Shinozaki Mikoto)
أداء صوتي: يوكي كاجي
يوسوكي فوكازاوا (باليابانية: 深澤 遥輔، بالروماجي: Fukazawa Yōsuke)
أداء صوتي: ماكوتو ياسومورا
كويتشي تيراو (باليابانية: 寺尾 晃一، بالروماجي: Terao Kōichi)
أداء صوتي: كينجي نوجيما
تاكيشي ياماتو (باليابانية: 大和 武، بالروماجي: Yamato Takeshi)
أداء صوتي: كيشو تانياما
يوكي فوكازاوا (باليابانية: 深澤 由紀، بالروماجي: Fukazawa Yuki)
أداء صوتي: كاوري نازوكا
كاهو أساهي (باليابانية: 朝日嘉穂، بالروماجي: Asahi Kaho)
أداء صوتي: سايوري ياهاغي
ماكي كوراتا (باليابانية: 倉田真紀، بالروماجي: Kurata Maki)
أداء صوتي: شيهو هيساجيما
تاكانوبو تيراو (باليابانية: 寺尾 隆信، بالروماجي: Terao Takanobu)
أداء صوتي: ريكيا كوياما

## وصلات خارجية
- موقع المانغا الرسمي باللغة اليابانية
- أوفر درايف نسخة محفوظة 2020-11-23 على موقع واي باك مشين. على موقع تلفزيون طوكيو باللغة اليابانية
- أوفر درايف على موقع زيبيك باللغة اليابانية
- أوفر درايف على موقع ANN manga (الإنجليزية)